# La Parfaite Union
La Parfaite Union (Идеальный союз) — название нескольких масонских лож во Франции и Бельгии.

## Ложа в городе Родез
Название было дано при учреждении ложи 19 июня в 1762 года в городе Родез. Ранее известная, как «Почтенная ложа Святого Иоанна», она присоединилась к Великому востоку Франции 3 августа 1789 года, после церемонии инсталляции под председательством представителей дома Parfaite Union Монтабана.

### Члены ложи
Досточтимые мастера ложи:
- Жак Бойе с 1816 года[3]
- Коста, негоциант, с 1846 года[4]

### Среди наиболее известных членов ложи были
- Франсуа Шабо (1756—1794) — Член Законодательного и Национального собрания Франции.
- Луи Остри — юрист Родеза и префект Аверона[5]
- Поль Ромадье — который был инициирован Бертраном Семаном (1867—1943), преподаватель испанского языка в средней школе в Родезе, и сам Досточтимый мастер ложи с 22 февраля 1913 года[6].

## Ложа в городе Намюр
Parfaite Union — первый отличительный титул масонской ложи находившейся в бельгийском городе Намюре. Ложа была связана с Великим востоком Бельгии. Нет никаких оснований путать название ложи Parfaite Union с семинаром, который в настоящее время проводится в столице Валлонии под эгидой Великой ложи Бельгии.

### История ложи
Масонская деятельность начинает развиваться в Намюре в середине восемнадцатого века. В настоящее время не существует прямых доказательств о точной дате основания этой ложи в Намюре, но первое документально оформленное упоминание даты основания относится ко дню празднования зимнего Иоанна в 1768 году.
Ложе получает хартию на проведение масонских работ за подписью досточтимого мастера Джона Канингхэма, капитана бригады шотландцев состоявшего на службе при Республике Соединенных Провинций Нидерландов. Этот офицер, который провёл несколько лет в Намюре, добился получения патента ложи, который был выдан Великой ложи Шотландии в Эдинбурге в феврале 1770 года.
Две другие масонские хартии были получены с мая 1775 по май 1776 год. Также в 1776 году были сменены несколько адресов проведения собраний и ложа увеличилась в численности на сорок членов. Основу ложи составили офицеры из Германии, Голландии и Швейцарии, которые принадлежали к международному гарнизону войск в Намюре в рамках международного договора, известного, как Traité des Barrières (1715). Другие братья были приняты из числа местной элиты.
В 1777 году ложа переходит под эгиду Великой провинциальной ложи австрийских Нидерландов, где получает новый устав и новое название — «Хорошая дружба».